# Romain Correia
Pour les articles homonymes, voir Correia.
Romain Correia, de son nom complet Romain Rodrigues Correia, est un footballeur franco-portugais né le 6 septembre 1999 à Castres. Il évolue au poste de défenseur central au CS Marítimo.

## Biographie

### En club
Il joue à partir de 2018 avec l'équipe B de Vitória Guimarães en deuxième division portugaise,.
Puis, il rejoint ensuite le FC Porto en 2021.

### En sélection
Avec l'équipe du Portugal des moins de 19 ans, il est champion d'Europe des moins de 19 ans en 2018.

## Palmarès
Avec le Portugal :
- Vainqueur du championnat d'Europe des moins de 19 ans en 2018 avec l'équipe du Portugal des moins de 19 ans